# Binder Béla
Binder Béla (Székesfehérvár, 1905. szeptember 26. – Budapest, 1977. március 3.) bányamérnök, a magyar kőolaj és földgáz kitermelés úttörője.

## Életpályája
A budapesti József Nádor Műszaki és Gazdaságtudományi Egyetemen bánya-, kohó- és erdőmérnöki oklevelet szerzett 1939-ben. Az Állami Földmérés szombathelyi kirendeltségén kezdett dolgozni, 1940–1941 között az aranyidai Érckutató Kirendeltség vezetője lett. 1941-től olajbányászattal kezdett foglalkozni és a Magyar-Amerikai Olajipari Rt. (MAORT) termelési felügyelője lett. 1945–1948 között a magyar termelést irányította. Ő tervezte meg és építette ki a két Zala megyei olajmezőn a modern gázvisszanyomásos termelési rendszert.
1948-ban a MAORT-perben több társával együtt koncepciós vádak alapján 4 év börtönre ítélték; 1951-ben kegyelemmel szabadult. Szabadulása után 1958-ig a Bányászati Kutató Intézet olajosztályának volt az osztályvezetője. 1959-től a Nagyalföldi Kőolaj- és Földgáztervező Vállalat kötelékében a demjéni olajmező műszaki vezetője lett, majd központi termelési mérnök volt Szolnokon. 1963–1976 között a Nehézipari Minisztérium Műszaki Dokumentációs Irodájának szolgálatában, mint szakmai kiadványsorozatok felelős szerkesztője dolgozott, majd a kezdeményezésére 1968-ban megindított Kőolaj és Földgáz című szaklap első főszerkesztője lett. Munkáját az Országos Magyar Bányászati és Kohászati Egyesület Mikoviny Sámuel- és Péch Antal-aranyérmekkel ismerte el.

## Művei
- Nagymélységű fúrások technológiája. Az OMBKE Olajbányászati Szakosztálya által Bázakerettyén, 1965. szept. 30–okt. 2-a között tartott Nemzetközi Fúrástechnikai Konferencián elhangzott előadások; szerk. Binder Béla; OMBKE Olajbányászati Szakosztály, Bp., 1966
- Szénhidrogéntelepek optimális leművelésével kapcsolatos kérdések vizsgálata; Nimdok, Bp., 1967 (Bányaipari szakirodalmi tájékoztató)
- Fázisegyensúlyok és olajmérnöki alkalmazásuk, 1-2.; szerk. Binder Béla; Nimdok, Bp., 1968 (Bányaipari szakirodalmi tájékoztató)
- Környezetvédelem a bányászatban; szerk. Binder Béla; Nimdok, Bp., 1976 (Bányaipari szakirodalmi tájékoztató)